# Ichneumon ingratus
Ichneumon ingratus är en stekelart som först beskrevs av Hellen 1951.  Ichneumon ingratus ingår i släktet Ichneumon och familjen brokparasitsteklar. Inga underarter finns listade i Catalogue of Life.